# Esenbeckia panamensis
Esenbeckia panamensis är en vinruteväxtart som beskrevs av T.S. Elias. Esenbeckia panamensis ingår i släktet Esenbeckia och familjen vinruteväxter. Inga underarter finns listade i Catalogue of Life.